# チャンピーノ・トンネル
チャンピーノ・トンネル  (Galleria di Ciampino) は、チャンピーノとフラスカーティの2つの街を直接繋ぐ際にヴィッラ・センニの丘とアナニーナ街道を越えるため、1856年にローマ教皇領によりローマ＝フラスカーティ線に建設された単線の鉄道トンネルである。当初は非電化区間であったが、20世紀入ってから直流3,000Vで電化されている。
全てローマ市内で、チャンピーノ、グロッタフェッラータ、フラスカーティとの市境近くにある。
チャンピーノ・トンネルは、直線となっており、長さは290mでローマ＝フラスカーティ線において唯一の人工的な区間である。ここは人々に「イル・カンノンニッシモ」(il cannonissimo)という呼び名が付けられていた。
有名なエピソードとしては第二次世界大戦時に、ドイツ軍の巨大な列車砲、クルップ 28cm K5 Eである「ロベルト（独:Robert）」 と「レオポルド（独:Leopold）」の隠し場所となっていて、これらの列車砲はトンネルの外に引き出されると、近くのチャンピーノ駅から口径280mm、重さ約250kgの砲弾を、連合軍が上陸した集結地アンツィオに向けて発射したことである。
発砲はゲリラ的に毎回、一度に付き、一射のみで、発砲後に列車砲は発見されることを防ぐため、素早くトンネル内に隠された。この列車砲の被害を受けたアメリカ兵は、これにアンツィオ・アーニーやアンツィオ・エクスプレスと呼んで恐れたが、連合軍の進撃が内陸へ開始されると連合軍の制空権下での活動は鈍り、2門のK5はトンネルから後退し、半ば破壊された状態でピサ＝リヴォルノ＝ローマ線のチヴィタヴェッキア操車場にて放棄されているところを発見されている。